# نيميسيو خيمينيز
نيميسيو خيمينيز (بالإسبانية: Nemesio Jiménez)‏ ولد بتاريخ 10 فبراير 1946 في توليدو، إسبانيا، هو دراج إسباني سابق. سبق أن شارك في دورة الألعاب الأولمبية الصيفية.

## روابط خارجية
- نيميسيو خيمينيز على موقع أرشيف الدراجات (الإنجليزية)
- نيميسيو خيمينيز على موقع إحصائيات الدراجات الإحترافية (الإنجليزية)
- نيميسيو خيمينيز على موقع أوليمبيديا (الإنجليزية)
- نيميسيو خيمينيز على موقع اللجنة الأولمبية الإسبانية (الإسبانية)